# Frederick Coffin
Pour les articles homonymes, voir Coffin.
Frederick Coffin, né le 16 janvier 1943 à Détroit et mort le 31 juillet 2003 à Los Angeles, est un acteur américain.

## Biographie
Frederick Coffin fait des études d'art dramatique à l'université du Michigan. Au cinéma, il a notamment joué dans  Mother's Day (1980), Randonnée pour un tueur (1988), Échec et Mort (1990), Wayne's World (1992) et Hôtesse à tout prix (2003). Il meurt d'un cancer du poumon en 2003.

## Filmographie

### Cinéma
- 1978 : Le Roi des gitans : l'entraîneur de basket
- 1980 : Mother's Day : Ike
- 1982 : Dément : Jim Gable
- 1983 : Avis de recherche (Without a Trace) de Stanley R. Jaffe
- 1987 : Faux Témoin de Curtis Hanson : l'inspecteur Jessup
- 1988 : Randonnée pour un tueur : Ralph
- 1989 : Out Cold de Malcolm Mowbray (en)
- 1990 : Échec et Mort : le lieutenant Kevin O'Malley
- 1991 : Espion junior : le lieutenant-colonel Larabee
- 1991 : Un privé en escarpins : Horton
- 1992 : Wayne's World : l'officier Koharski
- 1998 : Memorial Day : le sénateur Jerald Lancaster
- 2003 : Hôtesse à tout prix : M. Stewart
- 2003 : Identity : l'inspecteur Varole

### Télévision
- 1976 : Kojak (série télévisée, saison 4 épisodes 10 et 24) : le lieutenant Lee
- 1984 : Capitaine Furillo (série télévisée, saison 5 épisode 6) : Tony Yankovich
- 1986 : La Cinquième Dimension (série télévisée, saison 1 épisode 14) : Max
- 1987 : Dallas (série télévisée, 6 épisodes) : Alfred Simpson
- 1987 : Rick Hunter (série télévisée, 3 épisodes) : Lloyd Fredericks
- 1987 : Private Eye (téléfilm) : l'inspecteur Dan Dibble
- 1989 : Lonesome Dove (mini-série) : Big Zwey
- 1991 : MacGyver (série télévisée, saison 7 épisode 9) : Karl
- 1993 : La Loi de Los Angeles (série télévisée, 3 épisodes) : John Shale
- 1993 : X-Files : Aux frontières du réel (série télévisée, saison 1 épisode L'Ange déchu) : Joseph McGrath
- 1994 : Texas (téléfilm) : Zave
- 1997 : Docteur Quinn, femme médecin (série télévisée, saison 5 épisode 14) : Danforth
- 2001 : Providence (série télévisée, saison 4 épisode 2) : Steven Zeller
- 2002 : Diagnostic : Meurtre (série télévisée, saison 8 épisode 23) : Matthew Campbell